# Juan de Garay Otañez
Juan de Garay Otañez y Rada, o Otañes, (Madrid 1586 -1650) va ser el Virrei de Catalunya (1648-1650) i Capità General de Catalunya de 1649 a 1650. De família basca, el seu pare era natural de Sopuerta i la seva mare de Portugalete.
Va ser el suprem comandant militar d'almenys tres exèrcits: els d'Extremadura, Guipúscoa i Catalunya.
Es considera l'home clau de Felip IV durant la Guerra dels Segadors, l'any 1640 dirigí el setge d'Illa.